# 2006 في الكويت
فيما يلي قوائم الأحداث التي وقعت في الكويت خلال عام 2006.

## المناصب
- أمير الدولة :
  - جابر الأحمد الصباح (حتى 15 يناير)
  - سعد العبد الله السالم الصباح (منذ 15 يناير وحتى 29 يناير)
  - صباح الأحمد الجابر الصباح (منذ 29 يناير)
- ولي العهد: نواف الأحمد الجابر الصباح (منذ 20 فبراير)
- رئيس الوزراء :
  - صباح الأحمد الجابر الصباح (حتى 30 يناير)
  - ناصر المحمد الأحمد الصباح (منذ 7 فبراير)

## أحداث
- تولي الشيخ سعد العبد الله السالم الصباح مقاليد الحكم لمدة 14 يومًا مُنذ 15 يناير حتى 29 يناير.
- تولي الشيخ صباح الأحمد الجابر الصباح مقاليد الحكم.
- الشيخ ناصر المحمد الصباح يتولى منصب رئيس الوزراء.

## وفيات
- جابر الأحمد الجابر الصباح - حاكم الكويت الثالث عشر.[1]
- خالد النفيسي - ممثل.[2]
- عبد العزيز المنصور - مخرج.[3]
- عبد الله المطوع - داعية.
- علي السميري - ممثل.
- حسين نصير - ممثل.
- جاسم حمد الصقر - اقتصادي وعضو مجلس أمة.